# Kartenbild

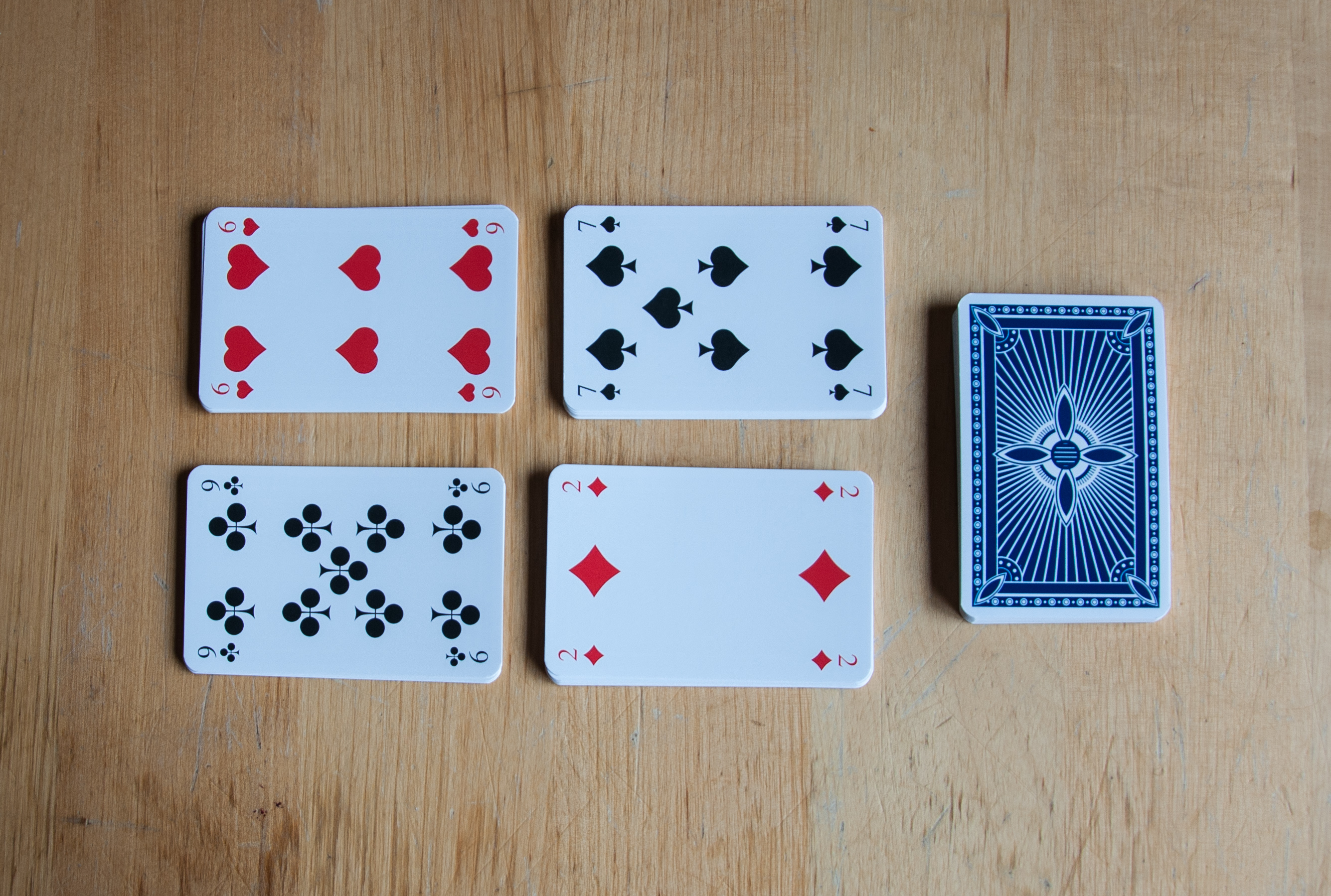
Kartenbild zum Spielende der Patience Das Quadrat

Das Kartenbild, auch Figur, ist eine ausgelegte Gruppe oder Kombination von Spielkarten auf einem Spieltisch. Bei einer Patience wird sowohl die Ausgangslage wie auch der Schlusspunkt des Spiels nach Aufgehen oder Nicht-Aufgehen als Kartenbild bezeichnet.

## Belege
1. ↑  „Patience-Wörterbuch.“ In: Vojtech Omasta: Patience. Neue und alte Spiele. Slovart-Verlag, 1985; S. 11